# سیات ۱۳۲

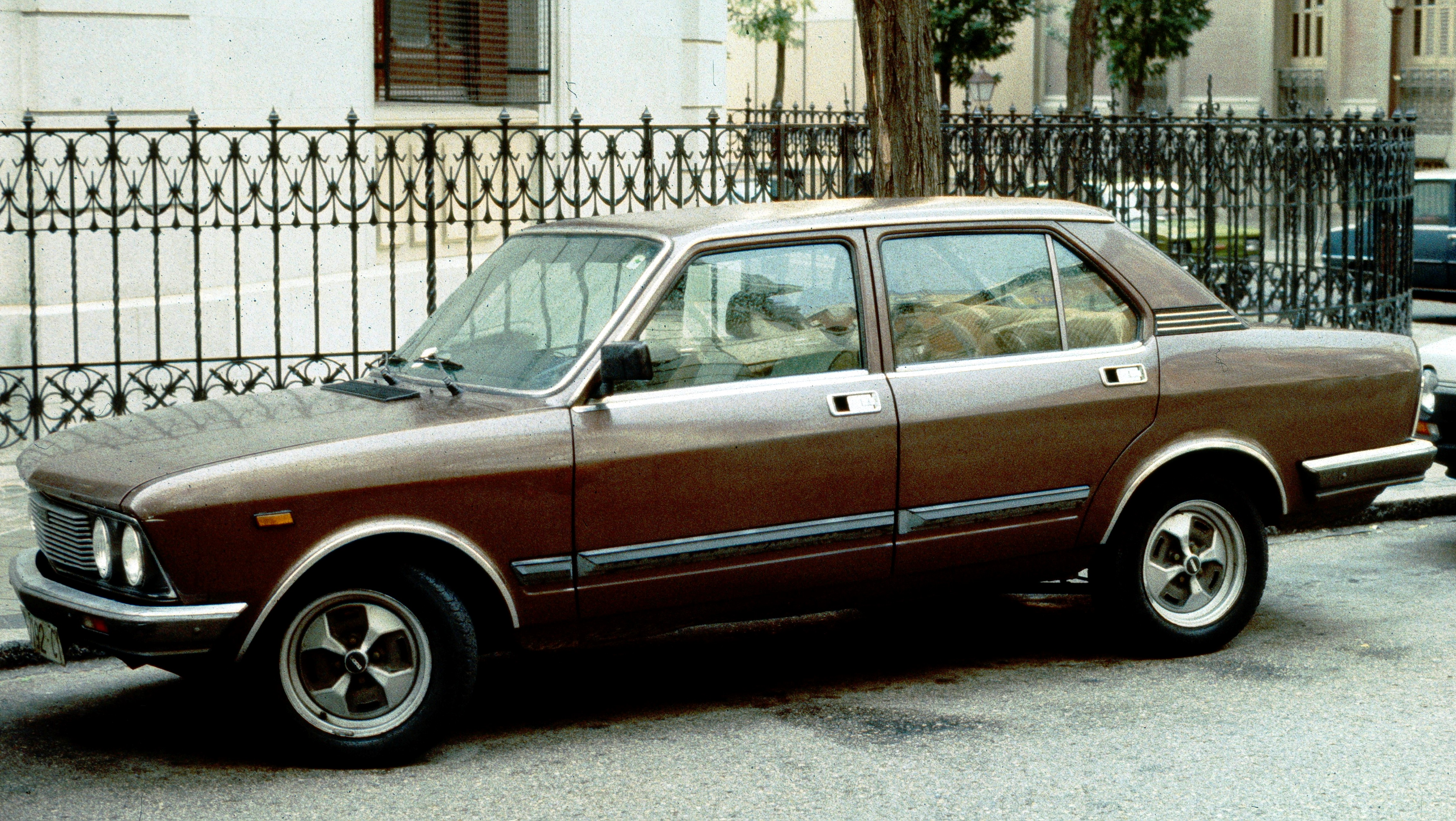

سیات ۱۳۲ (SEAT 132) خودرویی است که در سال‌های ۱۹۷۳ تا ۱۹۸۲تولید شده‌است.